# Gymnicher Mühle
Die Gymnicher Mühle ist eine historische Wassermühle an der Kleinen Erft nordwestlich des heute zu Erftstadt gehörigen Ortes Gymnich.
Die dreiflügelige Mühlenhofanlage wird heute vom Naturpark Rheinland, dem Mühlenverband Rhein-Erft-Rur (MVRER) und verschiedenen anderen Organisationen als Informations-, Lehr- und Arbeits- und Veranstaltungszentrum genutzt.

## Geschichte und Aufbau

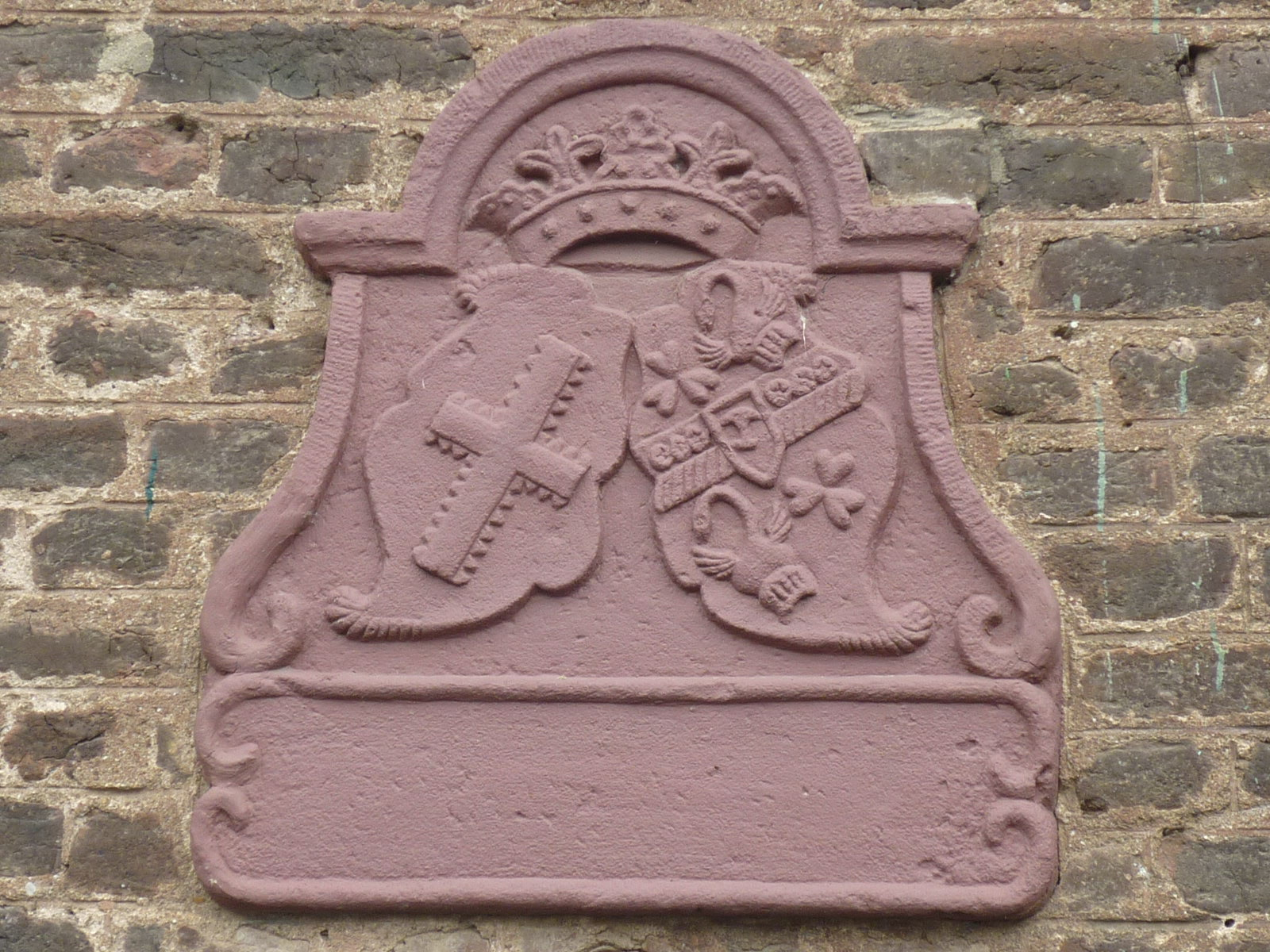
Wappen am Mühlenhaus: Heraldisch rechts das Dornenkreuz derer von Gymnich, daneben der Schild derer von Franckenstein

Erstmals urkundlich erwähnt wird die Gymnicher Mühle im Jahre 1315. Ausgrabungsfunde in der Nähe deuten aber auf eine wesentlich ältere Entstehung, vermutlich bereits zur Zeit der Karolinger im 9. Jahrhundert, hin.
Seit dem Mittelalter gehörte die Mühle zusammen mit dem Unterdorf Gymnich der Abtei Siegburg. Diese setzte als Vögte die Herren von Gymnich ein und gab ihnen die Herrschaft Gymnich mit der Mühle als Lehen. Über mehrere Jahrhunderte blieb die Mühle in deren Besitz.
Eine Besonderheit der Mühle war ihr Status: Die Herren von Gymnich hielten zwar das Wasserrecht und somit das Bannrecht für die Mühle, jedoch nicht das Zwangsrecht. Dies bedeutet, es durften zwar keine anderen Mühlen im Bereich der Mühle gebaut und betrieben wurden, die Bauern genossen aber die Freiheit, auf eine der Mühlen in den Nachbarorten außerhalb des Gymnicher Bannbereiches auszuweichen, um dort ihr Korn mahlen zu lassen.
Die Mühle lag ursprünglich in einiger Entfernung vom heutigen Standort; im Jahr 1563 wurde sie hierher verlegt. Die Mühle hatte in der Vergangenheit zwei baulich getrennte Gerinne, unterschlächtige Wasserräder und Mahlwerke, von denen eines außer als Kornmühle zeitweise auch als Ölmühle genutzt wurde.
Mitte des 19. Jahrhunderts wurde das kombinierte Mühlen- und Müllerwohnhaus neu errichtet. Das heutige Wasserrad wurde in den 1920er-Jahren gebaut und war ursprünglich von einem schützenden Gebäudeanbau, dem Radhaus, umgeben. 1938 wurde die Mühle erneut umgebaut; hierbei wurde unter anderem das Radhaus abgebaut und ein Umflutgraben verlegt.
Zum Ende des Zweiten Weltkrieges wurde der Mühlenbetrieb aufgegeben. 1948 wurde die gesamte Mühlentechnik mit dem Mahlwerk im Inneren des Mühlenhauses demontiert; allein das außenliegende Mühlrad und die wasserbaulichen Anlagen blieben erhalten.
Im Jahr 1984 wurde das Mühlenhaus mit den dazugehörigen wasserbaulichen Anlagen als offizielles Baudenkmal des Landes Nordrhein-Westfalen unter Schutz gestellt (Denkmalliste Erftstadt, Denkmal Nr. 90).
Im Jahr 2005 übernahm der Mühlenverband Rhein-Erft-Rur die gesamte Mühlenhofanlage. In den folgenden Jahren wurde die Mühle unter der Führung des MVRER mit finanzieller und organisatorischer Hilfe des Förder- und Gönnerkreises Gymnicher Mühle, der NRW-Stiftung, des LVR, des Rhein-Erft-Kreises, der Stadt Erftstadt und anderer Unterstützer restauriert und zum Informationszentrum ausgebaut (siehe unten). Im Rahmen des Deutschen Mühlentages am 13. Juni 2011 wurde das Zentrum offiziell eingeweiht.
Nach der Insolvenz des Mühlenverbands im Jahr 2017 wurde im Jahre 2021 die Zwangsversteigerung der Mühle angesetzt. Im Juli 2021 gab es bei einem Termin zur Zwangsversteigerung im Brühler Amtsgericht ein Höchstangebot für das Ensemble rund um die Mühle. Bernhard Mann aus dem Raum Freiburg erhielt den Zuschlag. Bei der Unwetterkatastrophe im Juli 2021 wurde die Stadt Erftstadt schwer vom Starkregenereignis und dem sich anschließenden Hochwasser getroffen. Insbesondere Teile der Ortslage Blessem erlitten durch die Überflutung der Kiesgrube und einer daraus entstehenden rückschreitenden Erosion großen Schaden. Die Gymnicher Mühle überlebte wie eine 'Arche Noah' die Flutkatastrophe fast unbeschädigt.

## Nutzung als Informationszentrum

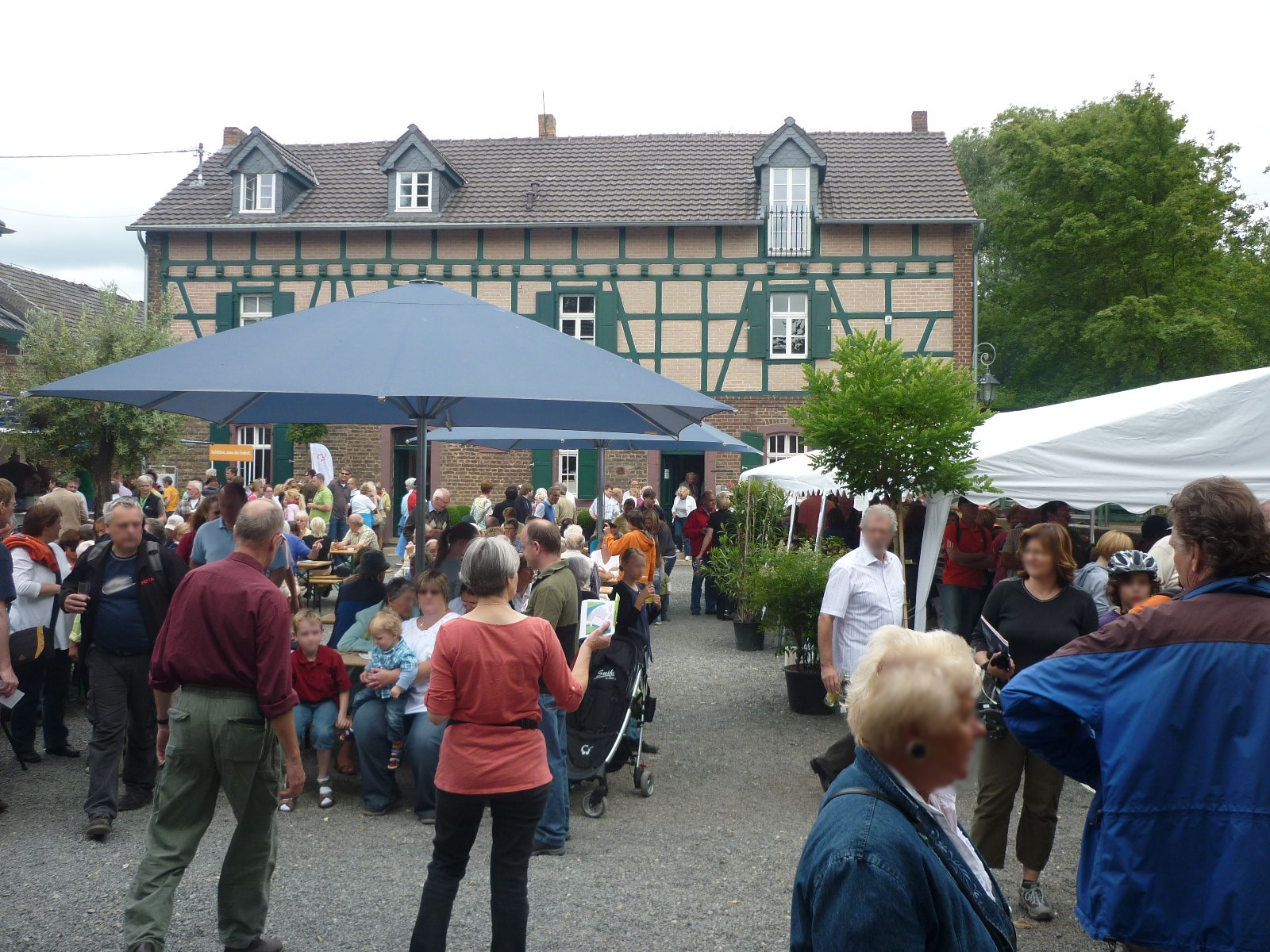
Die Gymnicher Mühle am Deutschen Mühlentag 2011, dem Tag der offiziellen Eröffnung des Informationszentrums

### Naturparkzentrum
Im Rahmen der Regionale 2010, Projekt „RegioGrün“, wurde der Mühlenhof zum Informationszentrum für den Naturpark Rheinland ausgebaut. Das Zentrum informiert insbesondere zum Erlebnisraum Landschaftspark Erftaue, der Auen- und Bördenlandschaft entlang der Erft zwischen Kerpen und Erftstadt, welche durch umfangreiche Renaturierungsmaßnahmen zum „Dritten Kölner Grüngürtel“ ausgebaut werden soll. Den Kern des Naturparkzentrums bildet eine Dauerausstellung zur Landschafts- und Siedlungsgeschichte der Erftaue.
Ausgehend von der Mühle führen vier Rad- und Fußwegtouren durch die umliegende Bruch- und Auenlandschaft. Geleitet durch Hinweisschilder oder wahlweise GPS-gestützt mit elektronischem „Mobilem Tourguide“ können sich Besucher vor Ort über landschaftliche und kulturhistorische Besonderheiten der Erftaue informieren.
Als Erweiterung des Zentrums planen Erftverband, Rhein-Erft-Kreis, dem Mühlenverband Rhein-Erft-Rur und die Stadt Erftstadt im Außenbereich östlich des Mühlenhofes einen etwa 13.000 m² großen Wassererlebnispark anzulegen. Nach der Fertigstellung, die für 2012 oder 2013 erwartet wird, sollen sich hier Schüler und Erwachsene in verschiedenen Ausstellungsstationen zum Thema Wasserkreislauf und Wasserwirtschaft informieren können und die Zusammenhänge durch kleine Experimente interaktiv erfahren.

### Rheinisches Mühlendokumentationszentrum
Die Gymnicher Mühle dient dem Mühlenverband Rhein-Erft-Rur e. V. (MVRER), dem molinologischen Verband für das Rheinland, als Zentrum für seine Aktivitäten. Kern der Arbeit ist die Bestands- und Zustandserfassung, Kennzeichnung und Inventarisierung aller Mühlen im Bereich des Verbandes. Des Weiteren führt der Verband im Mühlendokumentationszentrum (auch Institut für internationale historische Mühlen- und Gewässerkunde genannt) Fachtagungen und Seminare durch, koordiniert die eigene Forschungsarbeit und die Zusammenarbeit mit anderen mühlenkundlichen und denkmalpflegerischen Organisationen und Einrichtungen und erstellt Publikationen.

### Sonstige Angebote und Aktivitäten
Ergänzt wird das Informationsangebot des Zentrums durch Gastronomie, einen Hofladen und eine Erlebnisbäckerei, die Backkurse für Kinder und Erwachsene anbietet.
Die Tagungs- und Ausstellungsräume des Zentrums werden auch an andere Veranstalter vermietet. Ein Teil des Mühlenhauses dient als Galerie- und Atelierräume für Künstler. Andere Gebäudeteile werden als Wohnungen zur Vermietung an Menschen mit Behinderungen hergerichtet.
Im Außenbereich der Mühle lädt ein Bauern- und Kräutergarten zum Spazierengehen ein. Von der Mühle führen Wander- und Radwege zu den nahegelegenen, in den Landschaftspark eingebetteten Sehenswürdigkeiten Schloss Gymnich und Schloss Türnich.
Dem Informationszentrum angegliedert ist weiterhin das benachbarte Greifvogelzentrum Rheinland mit Informationen zum Thema Falknerei und Greifvögel sowie regelmäßiger Greifvogel-Flugschau.